# Saeid Mollaei

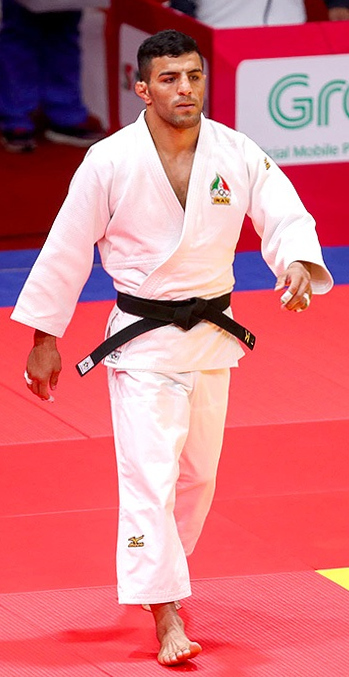
Saeid Mollaei bei den Asienspielen 2018

Saeid Mollaei (* 5. Januar 1992 in Teheran) ist ein iranischer Judoka. Er gewann 2018 den Weltmeistertitel und 2021 die Silbermedaille bei den Olympischen Spielen in Tokio jeweils im Halbmittelgewicht, der Gewichtsklasse bis 81 Kilogramm. Seit 2019 hat er die mongolische Staatsbürgerschaft, im Mai 2022 wechselte er nach Aserbaidschan.

## Sportliche Karriere
Der 1,76 m große Mollaei kämpfte bis 2014 im Leichtgewicht. 2011 gewann er eine Bronzemedaille bei den U20-Asienmeisterschaften. Zwei Jahre später belegte er den fünften Platz bei den Asienmeisterschaften.
2015 wechselte er ins Halbmittelgewicht. Bei den Asienmeisterschaften 2015 gewann er eine Bronzemedaille, nachdem er im Viertelfinale gegen den Japaner verloren hatte. Ein Jahr später unterlag er im Halbfinale der Asienmeisterschaften dem Libanesen Nacif Elias, mit einem Sieg über den Mongolen Uuganbaatar Otgonbaatar sicherte sich Mollaei wie im Vorjahr eine Bronzemedaille. Bei den Olympischen Spielen 2016 schied er in seinem ersten Kampf gegen den späteren Olympiasieger Chassan Chalmursajew aus Russland aus.
2017 erreichte Mollaei das Finale bei den Asienmeisterschaften und gewann Silber hinter dem Japaner Sōtarō Fujiwara. Bei den Weltmeisterschaften 2017 in Budapest unterlag er im Halbfinale dem Italiener Matteo Marconcini. Mit einem Sieg über den Ungarn László Csoknyai sicherte sich Mollaei eine Bronzemedaille. Bei den Asienspielen 2018 erreichte er durch einen Sieg über den Südkoreaner Lee Seung-su das Finale, dort unterlag er dem Kasachen Didar Khamza. Dreieinhalb Wochen danach siegte er bei den Weltmeisterschaften in Baku im Viertelfinale gegen den Belgier Matthias Casse und im Halbfinale gegen den Türken Vedat Albayrak. Mit seinem Finalsieg über Sōtarō Fujiwara gewann Mollaei den ersten Weltmeistertitel für den Iran seit Ārash Miresmāeli 2003.
Der nun für die Mongolei startende Saeid Mollaei erreichte bei den Olympischen Spielen in Tokio den Finalkampf und erhielt die Silbermedaille hinter dem Japaner Takanori Nagase. 2022 belegte er bei den Weltmeisterschaften in Taschkent den fünften Platz, hier startete er für Aserbaidschan.

## Kontroverse mit dem Iranischen Sportministerium
Während der Judo-Weltmeisterschaften 2019 in Tokio erhielt der als Titelverteidiger und Favorit gestartete Mollaei zwei Anrufe vom iranischen Sportministerium, welches ihn unter Androhung von Konsequenzen für ihn und seine Familie dazu bringen wollte, sich absichtlich aus dem Wettbewerb zurückzuziehen. Hintergrund war, dass Mollaei, bei prognostiziertem Turnierverlauf, im Finale gegen den israelischen Judoka Sagi Muki hätte antreten müssen. Iranische Sportler sind seit Jahrzehnten aufgefordert, Wettkämpfe mit Sportlern Israels zu boykottieren. Mollaei widersetzte sich jedoch der Anordnung. Er verlor schließlich jedoch seinen Halbfinalkampf gegen den Belgier Matthias Casse, so dass das Finale gegen Sagi Muki (der letztendlich gegen den Belgier Casse gewann) nicht stattfand. Anschließend gratulierte Mollaei dem siegreichen Muki auf Instagram. Nach dem Turnier setzte sich Mollaei nach Deutschland ab. Im Dezember 2019 erhielt Mollaei auf Veranlassung des mongolischen Staatspräsidenten Chaltmaagiin Battulga, einem früheren nationalen Judoverbandsvorsitzenden, unbürokratisch einen mongolischen Pass. Damit konnte der zu dem Zeitpunkt auf Rang 3 der Weltrangliste gesetzte Mollaei bei den Qingdao Masters im Dezember 2019 schon für den mongolischen Verband teilnehmen. Aufgrund des Konflikts zwischen dem iranischen Sportministerium und Mollaei war der iranische Judoverband zunächst provisorisch vom Weltverband suspendiert worden, was Ende Oktober 2019 in einen dauerhaften Ausschluss von allen internationalen Wettkämpfen wegen Verstoßes gegen den Ethik-Code und die Olympische Charta mündete.